# کارا هیوارد
کارا هیوارد (انگلیسی: Kara Hayward؛ زادهٔ ۱۷ نوامبر ۱۹۹۸) یک هنرپیشه اهل ایالات متحده آمریکا است.
از فیلم‌ها یا برنامه‌های تلویزیونی که وی در آن نقش داشته است می‌توان به قلمرو طلوع ماه و دختر طرفدار اشاره کرد.